# Mars 1786
Cette page présente les faits marquants du mois de mars 1786.

## Événements
- France : les premiers troupeaux de moutons mérinos espagnols arrivent à la ferme de Rambouillet.

- 12 mars : Agha Mohammad Shah établit sa capitale à Téhéran[1]. La dynastie Kadjar s'oppose au dernier Zand Lotf Ali Khan en Iran jusqu'en 1794.

## Naissances
- 25 mars : Giovanni Battista Amici (mort en 1863), astronome et un microscopiste italien.